# كوهري قادين
کوهري قادین هي زوجة السلطان العثماني عبد العزيز الأول. وُلدت في 8 يوليو 1856 في غوداوتا، وتوفيت في 6 سبتمبر 1884 في إسطنبول.

## الأبناء
- أسماء سلطان
- محمد سیف الدین